# Паспорт громадянина Словаччини

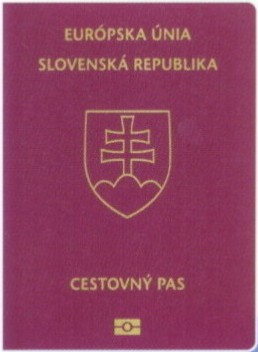
Обкладинка словацького біометричного паспорту

Па́спорт громадяни́на Слова́ччини — документ, що видається громадянам Словаччини, для здійснення поїздок за кордон (за межі Європейського Союзу та Європейської економічної зони). Для здійснення поїздок в межах ЄС достатньо мати ідентифікаційну картку.